# Емін Гулієв
Емін Гулієв (азерб. Emin Quliyev; нар. 12 квітня 1977, Баку, Азербайджанська РСР) — азербайджанський футболіст та тренер, виступав на позиції півзахисника Грав за збірну Азербайджану.

## Клубна кар'єра
Професіональну футбольну кар'єру розпочав 1993 року виступами за команду вищої ліги «Іншаатчі» (Сабирабад).
У 1997—1999 роках грав за «Динамо» (Баку). Сезон 1999/00 років грав за клуб «Кяпаз» (Гянджа). На початку 2001 року переїхав у Болгарію, граючи за болгарські клуби «Ловеч» (Ловеч) та «Чорно море» (Варна).
У сезоні 2001/02 років повернувся в Азербайджан, грав за «Нефтчі» (Баку). У 2003 році виступав за російський клуб «Аланія» (Владикавказ). В середині року повернувся в «Нефтчі».
У 2005-2009 роках — гравець футбольного клубу «Хазар-Ланкаран». Напередодні початку сезону 2007/08 років призначений капітаном команди, але вже в серпні позбавлений капітанської пов'язки за неспортивну поведінку в матчі Кубку УЄФА проти «Динамо» (Загреб).
Після завершення кар'єри гравця перейшов на тренерську роботу. Володіє тренерською ліцензією УЄФА категорії «Б», яку отримав влітку 2012 року.
У вересні 2012 року призначений тренером «Хазар-Ланкаран». У листопаді 2012 року, після звільнення з поста головного тренера команди Юніса Гусейнова працював виконуючим обов'язки головного тренера.

## Кар'єра в збірній
З 2000 року захищав кольори збірної Азербайджану.

## Статистика виступів у збірній

### По роках
| національна збірна Азербайджану | національна збірна Азербайджану | національна збірна Азербайджану |
| Рік                             | Матчі                           | Голи                            |
| ------------------------------- | ------------------------------- | ------------------------------- |
| 2000                            | 5                               | 0                               |
| 2001                            | 5                               | 0                               |
| 2002                            | 8                               | 0                               |
| 2003                            | 8                               | 0                               |
| 2004                            | 8                               | 3                               |
| 2005                            | 7                               | 0                               |
| 2006                            | 0                               | 0                               |
| 2007                            | 4                               | 0                               |
| 2008                            | 3                               | 0                               |
| Загалом                         | 48                              | 3                               |

### Голи у футболці збірної
| #  | Дата           | Місце             | Суперник   | Рахунок | Результат | Змагання         |
| -- | -------------- | ----------------- | ---------- | ------- | --------- | ---------------- |
| 1. | 28 квітня 2004 | Алмати, Казахстан | Казахстан  | 1–2     | 2-3       | Товариський матч |
| 2. | 28 травня 2004 | Баку, Азербайджан | Узбекистан | 3–1     | 3-1       | Товариський матч |
| 3. | 6 червня 2004  | Рига, Латвія      | Латвія     | 1–1     | 2-2       | Товариський матч |

## Статистика тренера
| Назва            | Країна      | З        | По       | Іг | В | Н | П | ЗМ | ПМ | %В      | Досягнення | Примітки |
| ---------------- | ----------- | -------- | -------- | -- | - | - | - | -- | -- | ------- | ---------- | -------- |
| «Хазар-Ланкаран» | Азербайджан | жов 2012 | лис 2012 | 1  | 1 | 0 | 0 | 0  | 0  | 100,000 |            |          |
| «Хазар-Ланкаран» | Азербайджан | лют 2013 | бер 2013 | 4  | 2 | 1 | 1 | 0  | 0  | 50,00   |            |          |
| «Ряван» (Баку)   | Азербайджан | лип 2015 |          | 5  | 0 | 2 | 3 | 4  | 8  | 00.00   |            |          |

## Досягнення
- Прем'єр-ліга Азербайджану
  -  Чемпіон (2): 2003/04 (у складі «Нефтчі»), 2006/07 (у складі «Хазар-Ланкаран»)
  -  Срібний призер (2): 2000/01 (у складі «Нефтчі»), 2004/05 (у складі «Хазар-Ланкаран»)

- Кубок Азербайджану
  -  Володар (4): 1999/00 (у складі «Кяпаза» (Гянджа), 2003/04 (у складі «Нефтчі»), 2006/07, 2007/08 (у складі «Хазар-Ланкаран»)

- Кубок Співдружності
  -  Володар (2): 2005 (у складі «Нефтчі»), 2008 (у складі «Хазар-Ланкаран»)